# Sergipana do Sertão do São Francisco
Sergipana do Sertão do São Francisco is een van de 13 microregio's van de Braziliaanse deelstaat Sergipe. Zij ligt in de mesoregio Sertão Sergipano en grenst aan de microregio's Carira, Nossa Senhora das Dores, Propriá, Traipu (AL), Batalha (AL), Santana do Ipanema (AL), Alagoana do Sertão do São Francisco (AL), Paulo Afonso (BA) en Jeremoabo (BA). De microregio heeft een oppervlakte van ca. 1.705 km². In 2006 werd het inwoneraantal geschat op 151.320.
Negen gemeenten behoren tot deze microregio:
- Canindé de São Francisco
- Feira Nova
- Gararu
- Graccho Cardoso
- Itabi
- Monte Alegre de Sergipe
- Nossa Senhora da Glória
- Poço Redondo
- Porto da Folha

Mesoregio's: Agreste Sergipano · Leste Sergipano · Sertão Sergipano

Microregio's: Agreste de Itabaiana · Agreste de Lagarto · Aracaju · Baixo Cotinguiba · Boquim · Carira · Cotinguiba · Estância · Japaratuba · Nossa Senhora das Dores · Propriá · Tobias Barreto · Sergipana do Sertão do São Francisco